# 巴登選侯國
巴登選侯國是1803年至1806年之間存在的神聖羅馬帝國邦國，1803年根據《帝國代表重要決議》巴登獲升為選侯國，當時的巴登藩侯卡爾·弗里德里希升為選帝侯。

## 歷史
在法國大革命爆發前，雖然巴登藩侯國已經由巴登-杜拉赫藩侯卡爾·弗里德里希所統一，但巴登地區並不能夠形成一個緊密的國家。統一了的巴登藩侯國面積大約只有1,350平方英里（3,500平方），於萊茵河上游兩岸有很多被隔離的地區，藩侯卡爾·弗里德里希試圖獲得更多土地以將這些分散的地區統一起來。拿破崙戰爭時期他的理想終於有機會實現了。1792年法國與哈布斯堡王朝之間展開戰爭，巴登藩侯國處於哈布斯堡一方與法軍作戰，結果巴登地區被戰火蹂躪，1796年更被強迫繳交賠償，並割讓其位於萊茵河左岸的領土予法國。但幸運地這些領土很快便復歸巴登一方。1803年在俄國亞歷山大一世的大力支持下，根據《帝國代表重要決議》，巴登獲得了康斯坦茨采邑主教區、普法爾茨選候國的一部分，和其他細小地區，並且獲得選帝侯資格，升為選侯國。1805年巴登反過來為拿破崙作戰，結果於普雷斯堡和約之中巴登再獲得包括弗萊堡在內的布賴施高地區和其他哈布斯堡王朝在組成奧地利帝國時所損失的領土。1806年巴登選侯國簽署《萊茵邦聯條約》加入萊茵邦聯。之後因應神聖羅馬帝國解體，巴登宣稱擁有獨立主權，建立巴登大公國，並再獲得更多領土。

## 附註
本条目包含来自公有领域出版物的文本: Chisholm, Hugh (编).  (第11版). London: Cambridge University Press. 1911.